# 瓦连京·杰米亚年科
瓦连京·尤里耶维奇·杰米亚年科（烏克蘭語：Валентин Юрійович Дем'яненко，1983年10月23日—）生于乌克兰切爾卡瑟，是一名前乌克兰-阿塞拜疆男子皮划艇竞速运动员。他于1995年开始练习皮划艇竞速。最初他代表乌克兰参加比赛，2007年归化至阿塞拜疆。他在运动生涯期间曾参加2012年伦敦奥运和2016年里约奥运，其中在2016年里约奥运收获男子单人划艇200米的银牌。另外他也曾收获2015年欧洲运动会男子单人划艇200米银牌。